# 武定侯街
39°55′01″N 116°21′20″E / 39.91705°N 116.35555°E
武定侯街，是位于北京市西城区中部的一条道路。

## 简介
武定侯街为东西走向，东到太平桥大街，与丰盛胡同相接，西到月坛北桥，与月坛北街相接。武定侯街原名武定胡同，东到太平桥大街，西到阜成门南顺城街，明朝称武定侯胡同，因为武定侯郭英的后裔府第在这里而得名。1965年北京市整顿地名，将扁担胡同并入，定名为武定胡同。此街东端路北有停车场，停车场北侧是大乘胡同北侧的全国政协礼堂。1990年代到2000年代，武定胡同拓宽改造为道路，改名为武定侯街。
原武定胡同23号属于“调查四合院”，且属“不可移动文物”。为三进四合院，院内有假山、亭子。该四合院保留至今，位于武定侯街北侧。该院落东侧于21世纪初新建了中国政协文史馆。